# Dany Heatley
Daniel James Heatley, skraćeno Dany Heatley (Freiburg, Zapadna Njemačka, 21. siječnja 1981.) kanadski je profesionalni hokejaš na ledu, njemačkog porijekla. Lijevoruki je napadač i igra na poziciji lijevog krila. Trenutačno nastupa za San Jose Sharks u National Hockey League (NHL). Tijekom igranja za Sen'se igrao je u "Pizza" napadu, popularnom nazivu za napadačku liniju Heatley - Alfredsson - Spezza. 

## National Hockey League

### Atlanta Thrashers (2001. – 2005.)
Atlanta Thrashersi birali su Heatleyja kao 2. ukupno na draftu 2000. godine. U National Hockey League zaigrao je godinu dana kasnije (2001./02.), nakon što je ima sjajnu predsezonu. U napadačkoj liniji zaigrao je zajedno s još jednim rookijem, prvim izborom drafta 2001. Iljom Kovaljčukom. Njih dvojica su se u pobjedi Thrashersa 2:1 u Buffalu, predstavili u lijepom svjetlu, iako nisu zabilježili bodovni učinak. Thrashersi su u prvom dijelu sezone bili među najslabijim momčadima NHL-a, ali uz pomoć Heatlyja i Kovaljčuka priredili su nekoliko iznenađujućih rezultata. Tijekom sezone nekoliko je puta bio igrač prevage, od čega se izdvaja susret Atlante i Toronto Maple Leafsa, kada je Heatley tada svojim 17. golom sezone, šest i pol minuta prije kraja donio pobjedu Thrashersima. Na završetku sezone sa 67 bodova predvodio je sve novake u ligi u bodovima, uz to postigavši 26 pogodaka. Proglašen je pobjednikom Calder Trophyja, upravo ispred svog sugrača Kovaljčuka. 
Sljedeće sezone (2002./03.) postao je jedna od zvijezda NHL-a, a to je potvrdio na 53. tradicionalnoj NHL All-Star utakmice na Floridi koja će ostala zapamćena kao jedna od zaista najboljih svih vremena. Heatley je postigao nevjerojatna četiri gola, dodao i asistenciju kod posljednjeg gola Istoka, te je bio strijelac i kod penala, što se, istina, ne broji kao službeni pogodak. Za svoj doprinos nagrađen titulom MVP-a, iako nije bio član pobjedničke momčadi. Ujedno je postao i najmlađi (22 godine, 12 dana) strijelac hat-tricka na All-Staru - prestigao je velikog Gretzykog za točno jedan dan (22 godine, 13 dana). To mu je ujedno bila i statistički najbolja sezona karijere u Atlanti, osvojivši 89 bodova u 78 utakmica. 
Međutim, sve se preokrenulo prije početka nove sezone, odnosno krajem rujna 2003. kada su se u teškoj prometnoj nesreći Heatley i njegov suigrač Dan Snyder zabili s Heatleyevim Ferrarijem u ciglanu i željeznu ogradu pri brzini od 130 km/h. Snyder je bio zadobio frakturu lubanje i nakon što je šest dana bio u komi je preminuo. Početak sezone propustio je zbog frakture čeljusti i teške ozljede koljena, a na sudu je protiv njega podnesena optužnica za nanošenje teških ozljeda vozilom. U posljednjoj sezoni za Atlantu Heatley je odigrao 31 utakmicu u kojima je postigao 12 pogodaka uz 13 asistencija. 
Heatley je za vrijeme štrajka igrača (eng. lock-out) igrao za švicarski SC Bern, a za to je dobio zeleno svjetlo od pravosudnih organa u Atlanti za igranje u Švicarskoj jer je još uvijek nalazio pod optužbom za ubojstvo u prometnoj nezgodi. U Bernu je zaigrao zajedno s reprezentativnim kolegom i to centrom Danielom Brièreom. Kasnije je sezonu završio u ruskom Ak Bars Kazanu. 

### Ottawa Senators (2005. – 2009.)
Nakon jednogodišnje pauze u NHL-u Heatley je u razmjeni pojačao momčad Senatorsa, za kojeg je Ottawa Atlanti dala Hossu. U drugom nastupu za Ottawu protiv Buffala postigao je svoj prvi pogodak za Senatorse, u visokoj pobjedi 5:0. U sljedeće dvije sezone u dresu Sen'sa zabilježio 100 pogodaka i 108 dodavanja. U sezoni 2006./07. savršeno je funkcionirala prva napadačka linija Sen's Heatley - Alfredsson - Spezza, a Heatley je ostvario rekordnih 105 bodova i postavio novi rekord franšize. Iste sezone zabilježio je četvrti, peti i šesti hat-trick karijere. U siječnju 2007. prvi puta u posljednje tri godine (jedne godine dvoboja Istoka i Zapada nije bilo zbog Olimpijskih igara u Torinu, dok je 2005. na snazi bio lockout) održan je NHL All-Star u Dallasu i Heatley je izabran na klupu momčadi Istoka. Do kraja sezone prva napadačka linija Sen'se je odvela do velikog finala Stanleyjeva kupa, ali u finalu ih je zaustavila defanzivna napadačka linija Ducksa, R.  Niedermayer-Påhlsson-Moen, te je kup otišao u Anaheim. Nekoliko dana prije početka nove sezone (2007./08.) produžio je ugovor s Ottawom na još šest sezona i u tom razdoblju zaradio 45 milijuna američkih dolara, što ga je učinilo najplaćenijim igračem kluba. Nakon uvodnih šest utakmica sezone Ottawa je na kontu imala pet pobjeda, a Heatley pet golova. Nakon što se u siječnju 2008. ozljedio po prvi puta je propustio nastup na NHL All-Staru koji se održao u Atlanti, a vratio se početkom veljače i postigao dva pogotka u pobjedi 5:4 nad Floridom. Da je ozljeda iza njega potvrdio je dva dana kasnije, 10. veljače 2008. u velikoj utakmici Senatorsa nad Montrealom kojima je postigao jedan gol i dodao još tri asista. Heatley je u ožujku 2008. u pobjedi Ottawe nad Bostonom postigao sedmi hat-trick karijere, te je do kraja sezone upisao 41. pogodak i asistenciju. Ottawa je ulaskom u play-off bila u užem krugu kandidata (s obzirom na prošlogodišnje finale) za Stanleyjev kup, ali su veoma razočarali ispadanjem (4:0) u prvoj rundi od kasnijih finalista Pittsburgha. 
U novu sezonu (2008./09.) Heatley je ušao kao najbolje plaćeni hokejaš u NHL-u (zaradio 10 milijuna dolara) te krenuo je sjajno i postigao svoj treći pogodak u dva susreta, oba protiv Penguinsa. 13. pogodak sezone postigao je početkom prosinca 2008. nad Atlanta Thrashersima, dok je do kraja sezone stigao je do brojke - 39. U siječnju je ponovo izborio nastup na 57. NHL All Star susretu u Montrealu i postigao jedan pogodak. Iako je napadačka postava Heatley - Alfredsson - Spezza igrala sjajno, ostatak momačdi Sens's to nije pratio i propustili su play-off.

### San Jose Sharks (2009.– danas)
Heatley je u srpnju 2009. zatražio trade jer je želio u klub gdje će se boriti za vrh, a kada je nedugo nakon zatražene razmjene Heatley odbio odlazak u Edmonton, hokejskoj javnosti ta odluka nije baš dobro sjela i svi su kritizirali njegovu neodlučnost. Kada se već činilo da će biti primoran ostati u Ottawi, javio se San Jose i posao je napravljen. Heatley je postao novi igrač San Josea, dok su u suprotnom pravcu otišli Jonathan Cheechoo i Milan Michálek.
Iako su mnogi stručnjaci skeptično gledali prema njegovoj odluci, smatrajući ovaj prelazak početkom silazne putanje njegove karijere, Heatley se u San Joseu snašao odlično. Kruna sezone stigla je u dvoboju protiv Philadelphia Flyersa, u kojem je Heatley svojim devetim NHL hat-trickom trasirao Sharksima put do pobjede. Početkom prosinca 2009. prvi puta nakon razmjene, Heatley je zaigrao protiv svog bivšeg kluba, Ottawe. Sharksi su slavili s 5:2, a Heatley je upisao dvije asistencije.

## Kanadska reprezentacija
Heatley je u kanadskoj vrsti debitirao na Svjetskom prvenstvu u Finskoj 2003. kao mlada zvijezda iz Atlanta Thrashersa. Kanada je s 3:2 u produžetku slavila protiv Švedske i tako osvojila zlato. Godinu dana kasnije pobjedom od 5:3 u velikom finalu protiv Švedske, Kanada je obranila naslov svjetskog prvaka, a Heatley je izabran za najboljeg igrača prvenstva (MVP). Bio je i najbolji strijelac kao i najbolji igrač po izboru novinara, te, naravno, zaslužio mjesto u All-Star postavi. Na sljedećem Svjetskom prvenstvu u Austriji 2005. na kojem su sve reprezentacije s obzirom na štrajk igrača u NHL-u okupile svoje najveće zvijezde, Kanada je uzela srebrnu medalju, nakon poraza u finalu od Češke. 
U prosincu 2006. Heatley je osvanuo na popisu igrača Kanade za Zimske olimpijske u Torinu 2006., na kojima su već u četvrtfinalu poraženi od Rusije. Heatley je sudjelovao i na Svjetskom prvenstvu u Kanadi 2008., gdje su gradovi domaćini bili Halifax i Quebec City. Već u prvoj utakmici turnira protiv Slovenije, točnije u 40. sekundi druge trećine, Heatley je povisio na 2:0, a njegov pogodak posebno je važan, jer je njime postao najbolji strijelac Kanade na Svjetskim prvenstvima, od trenutno aktivnih igrača. Dva dana kasnije protiv Latvije uz pogodak, Heatley je ubilježio i tri asistencije, čime je postao najuspješniji kanadski igrač uopće po broju ostvarenih poena na Svjetskim prvenstvima. Tada ih imao ukupno 40, jedan više od legendarnog Stevea Yzermana. Do kraja turnira (uključujući i finale) Heatley je stigao do svog 12. pogotka na prvenstvu, ali u finalu su od Kanađana bolji bili Rusi rezultatom 5:4.
Godinu dana kasnije, na Svjetskom prvenstvu u Švicarskoj ponovo je uzeo srebro, nakon još jednog poraza od Rusa u finalu. Krajem prosinca 2009. ponovo se našo na popisu igrača domaćina Olimpijskih igara za Vancouver 2010. To su mu druge ZOI u karijeri i šesto veliko natjecanje (uključujući i Svjetski kup 2004.). S reprezentacijom je u Vancouveru osvojio zlatnu medalju, pobijedivši u finalnom dvoboju 3:2 nakon produžetaka, velike rivale, reprezentaciju SAD-a.

## Nagrade i priznanja

### NHL
| Nagrada                                        | Godina                        |
| ---------------------------------------------- | ----------------------------- |
| Calder Memorial Trophy                         | 2002.                         |
| NHL All-Rookie momčad                          | 2002.                         |
| Najkorisniji igrač (MVP) NHL All-Star utakmice | 2003.                         |
| Druga NHL All-Star momčad sezone               | 2006.                         |
| Prva NHL All-Star momčad sezone                | 2007.                         |
| NHL All-Star utakmica                          | 2003., 2007., 2008.[a], 2009. |

- a Nije mogao nastupiti zbog ozljede.

## Statistika karijere

### Klupska statistika
| 1999./00.       | UW–Madison        | NCAA            | 38  | 28  | 28  | 56  | 32  | —  | —  | —  | —  | —  |
| 2000./01.       | UW–Madison        | NCAA            | 39  | 24  | 33  | 57  | 74  | —  | —  | —  | —  | —  |
| 2001./02.       | Atlanta Thrashers | NHL             | 82  | 26  | 41  | 67  | 56  | —  | —  | —  | —  | —  |
| 2002./03.       | Atlanta Thrashers | NHL             | 77  | 41  | 48  | 89  | 58  | —  | —  | —  | —  | —  |
| 2003./04.       | Atlanta Thrashers | NHL             | 31  | 13  | 12  | 25  | 18  | —  | —  | —  | —  | —  |
| 2004./05.       | SC Bern           | NLA             | 16  | 14  | 10  | 24  | 58  | —  | —  | —  | —  | —  |
| 2004./05.       | Ak Bars Kazan     | RSL             | 11  | 3   | 1   | 4   | 22  | 4  | 2  | 1  | 3  | 4  |
| 2005./06.       | Ottawa Senators   | NHL             | 82  | 50  | 53  | 103 | 86  | 10 | 3  | 9  | 12 |    |
| 2006./07.       | Ottawa Senators   | NHL             | 82  | 50  | 55  | 105 | 74  | 20 | 7  | 15 | 22 | 12 |
| 2007./08.       | Ottawa Senators   | NHL             | 71  | 41  | 41  | 82  | 76  | 4  | 0  | 1  | 1  | 6  |
| 2008./09.       | Ottawa Senators   | NHL             | 82  | 39  | 33  | 72  | 88  | —  | —  | —  | —  | —  |
| 2009./10.       | San Jose Sharks   | NHL             |     |     |     |     |     |    |    |    |    |    |
| Sveukupno - NLA | Sveukupno - NLA   | Sveukupno - NLA | 16  | 14  | 10  | 24  | 58  | —  | —  | —  | —  | —  |
| Sveukupno - RSL | Sveukupno - RSL   | Sveukupno - RSL | 11  | 3   | 1   | 4   | 22  | 4  | 2  | 1  | 3  | 4  |
| Sveukupno - NHL | Sveukupno - NHL   | Sveukupno - NHL | 507 | 260 | 283 | 543 | 456 | 34 | 11 | 25 | 35 | 31 |

### Reprezentacija
| Godina              | Reprezentacija      | Natjecanje          |    | OU | G  | A  | Bod | KM |
| ------------------- | ------------------- | ------------------- | -- | -- | -- | -- | --- | -- |
| 2000.               | Kanada (juniori)    | SJP                 | 7  | 2  | 2  | 4  | 4   |    |
| 2001.               | Kanada (juniori)    | SJP                 | 7  | 3  | 2  | 5  | 10  |    |
| 2002.               | Kanada              | SP                  | 7  | 2  | 2  | 4  | 2   |    |
| 2003.               | Kanada              | SP                  | 9  | 7  | 3  | 10 | 10  |    |
| 2004.               | Kanada              | SP                  | 9  | 8  | 3  | 11 | 4   |    |
| 2004.               | Kanada              | SK                  | 6  | 0  | 2  | 2  | 2   |    |
| 2005.               | Kanada              | SP                  | 9  | 3  | 4  | 7  | 16  |    |
| 2006.               | Kanada              | ZOI                 | 6  | 2  | 1  | 3  | 8   |    |
| 2008.               | Kanada              | SP                  | 9  | 12 | 8  | 20 | 4   |    |
| 2009.               | Kanada              | SP                  | 9  | 6  | 4  | 10 | 8   |    |
| Sveukupno - Juniori | Sveukupno - Juniori | Sveukupno - Juniori | 14 | 5  | 4  | 9  | 14  |    |
| Sveukupno - Seniori | Sveukupno - Seniori | Sveukupno - Seniori | 64 | 40 | 27 | 67 | 55  |    |

## Vanjske poveznice
|  | Zajednički poslužitelj ima stranicu o temi Dany Heatley |

- Profil na NHL.com
- Profil na Legends of Hockey.net
- Profil na The Internet Hockey Database